# Журавецкое сельское поселение
Журавецкое се́льское поселе́ние — муниципальное образование в Покровском районе Орловской области России.
Создано в 2004 году в границах одноимённого сельсовета.  Административный центр — село Успенское.

## География
Расположено на севере Покровского района.

## Население
| 2010 | 2012 | 2013 | 2014 | 2015 | 2016 | 2017 |
| ---- | ---- | ---- | ---- | ---- | ---- | ---- |
| 658  | ↘624 | ↘608 | ↘586 | ↘579 | ↘569 | ↘552 |
| 2018 | 2019 | 2020 | 2021 | 2023 |      |      |
| →552 | ↘538 | ↘524 | ↘445 | ↘432 |      |      |

## Населённые пункты
В состав сельского поселения (сельсовета) входят 11 населённых пунктов:
| №  | Населённый пункт | Тип     | Население (чел.) |
| -- | ---------------- | ------- | ---------------- |
| 1  | Афанасьевка      | деревня | 1                |
| 2  | Большегорье      | деревня | 29               |
| 3  | Желановка        | деревня | 25               |
| 4  | Журавец          | деревня | ↘128             |
| 5  | Малый Ржавец     | посёлок | 1                |
| 6  | Николаевка       | деревня | ↘154             |
| 7  | Протасово        | деревня | ↘190             |
| 8  | Самарка          | деревня | 0                |
| 9  | Совьи Лапки      | посёлок | 1                |
| 10 | Успенское        | село    | ↘123             |
| 11 | Черногрязка      | деревня | 1                |